# 117 Pułk Piechoty (Imperium Rosyjskie)
117 pułk piechoty (ros. 117-й пехотный Ярославский полк) – oddział piechoty armii Imperium Rosyjskiego.

## Charakterystyka
Sformowany w 1763. Stacjonował między innymi w m. Rohaczów.

 W przededniu I wojny światowej pułk etatowo posiadał cztery bataliony po cztery kompanie oraz kompanię tyłową. Kompania piechoty czasu wojny liczyła około 240 żołnierzy i 4–5 oficerów. Na szczeblu pułku występował także pododdział karabinów maszynowych (8 km), łączności (w tym 14 konnych gońców i 21 telefonistów) i zwiadowczy (64 zwiadowców, w tym 4 kolarzy). W sumie pułk liczył około 4000 żołnierzy.
Rozformowany w 1918.

## Podporządkowanie
Lipiec 1914:
- 4 Korpus Armijny – Mińsk[6]
  - 30 Dywizja Piechoty – Mińsk
    - 1 Brygada Piechoty – Słonim
      - 117 pułk piechoty – Rohaczów[7]